# 北爪健太
北爪 健太（きたづめ けんた、1991年7月30日 - ）は、群馬テレビ営業部社員、元同局アナウンサー兼報道記者。

## 来歴
1991年7月30日、群馬県伊勢崎市に生まれる。
2010年に群馬県立前橋高等学校、2014年に早稲田大学を卒業。卒業後はJTB時刻表編集部に約2年11ヶ月勤務した。
2017年3月に地元の群馬テレビに報道部配属で入社。
2023年9月1日付の人事異動で営業部に異動することに伴い、同日放送の『ニュースeye8』をもって報道番組自体の出演から離れた。なお、異動後も一部スポーツ中継や各種ロケを担当するとしている。

## 人物
趣味は国内旅行。
特技は、JTB時刻表編集部の勤務経験から、『JTB時刻表』の見たいページを一発で開くことができること。
座右の銘は「運と縁と行動力、人生意気に感ず」。

## 過去の出演番組
- ニュースジャスト6（2017年4月19日[5] - 2023年9月1日）
- ニュースeye8（2019年4月3日 - 2023年9月1日[3][4]、火曜→水曜・木曜→木曜・金曜）
- カラオケチャンネル
- 技に迫る（ナレーション）
- ひるポチッ!（2023年8月7日）[6]